# Етюеффон
Етюеффо́н (фр. Étueffont) — муніципалітет у Франції, у регіоні Бургундія-Франш-Конте, департамент Територія Бельфор. Населення — 1394 особи (01.01.2021).
Муніципалітет розташований на відстані близько 370 км на схід від Парижа, 90 км на північний схід від Безансона, 11 км на північний схід від Бельфора.

## Історія
У 1956-2015 роках муніципалітет перебував у складі регіону Франш-Конте. Від 1 січня 2016 року належить до нового об'єднаного регіону Бургундія-Франш-Конте.

## Демографія
Динаміка населення (INSEE ):
Розподіл населення за віком та статтю (2006):
| Стать | Всього | До 15 років | 15-24 | 25-44 | 45-64 | 65-85 | Понад 85 |
| --- | ------ | ----------- | ----- | ----- | ----- | ----- | -------- |
| Чоловіки | 630    | 73          | 101   | 159   | 228   | 65    | 4        |
| Жінки | 793    | 155         | 98    | 163   | 264   | 101   | 12       |
| \| Статево-вікова піраміда \| Статево-вікова піраміда \| Статево-вікова піраміда \| \| ----------------------- \| ----------------------- \| ----------------------- \| \| Чоловіки \| Вік \| Жінки \| \| 4 \| 85 + \| 12 \| \| 4 \| 80-84 \| 20 \| \| 20 \| 75-79 \| 16 \| \| 4 \| 70-74 \| 28 \| \| 37 \| 65-69 \| 37 \| \| 37 \| 60-64 \| 33 \| \| 57 \| 55-59 \| 85 \| \| 73 \| 50-54 \| 65 \| \| 61 \| 45-49 \| 81 \| \| 45 \| 40-44 \| 37 \| \| 49 \| 35-39 \| 28 \| \| 53 \| 30-34 \| 65 \| \| 12 \| 25-29 \| 33 \| \| 28 \| 20-24 \| 37 \| \| 73 \| 15-20 \| 61 \| \| 4 \| 10-14 \| 61 \| \| 28 \| 5-9 \| 49 \| \| 41 \| 0-4 \| 45 \| |        |             |       |       |       |       |          |
| Статево-вікова піраміда |        |             |       |       |       |       |          |
| Чоловіки | Вік    | Жінки       |       |       |       |       |          |
| 4 | 85 +   | 12          |       |       |       |       |          |
| 4 | 80-84  | 20          |       |       |       |       |          |
| 20 | 75-79  | 16          |       |       |       |       |          |
| 4 | 70-74  | 28          |       |       |       |       |          |
| 37 | 65-69  | 37          |       |       |       |       |          |
| 37 | 60-64  | 33          |       |       |       |       |          |
| 57 | 55-59  | 85          |       |       |       |       |          |
| 73 | 50-54  | 65          |       |       |       |       |          |
| 61 | 45-49  | 81          |       |       |       |       |          |
| 45 | 40-44  | 37          |       |       |       |       |          |
| 49 | 35-39  | 28          |       |       |       |       |          |
| 53 | 30-34  | 65          |       |       |       |       |          |
| 12 | 25-29  | 33          |       |       |       |       |          |
| 28 | 20-24  | 37          |       |       |       |       |          |
| 73 | 15-20  | 61          |       |       |       |       |          |
| 4 | 10-14  | 61          |       |       |       |       |          |
| 28 | 5-9    | 49          |       |       |       |       |          |
| 41 | 0-4    | 45          |       |       |       |       |          |

## Економіка
2010 року серед 980 осіб працездатного віку (15—64 років) 699 були активними, 281 — неактивною (показник активності 71,3%, у 1999 році було 72,8%). З 699 активних мешканців працювали 643 особи (320 чоловіків та 323 жінки), безробітними було 56 (28 чоловіків та 28 жінок). Серед 281 неактивної 110 осіб було учнями чи студентами, 121 — пенсіонерами, 50 були неактивними з інших причин.

У 2010 році в муніципалітеті числилось 600 оподаткованих домогосподарств, у яких проживали 1456,0 особи, медіана доходів виносила 20 315 євро на одного особоспоживача